# Boiskos
Boiskos (altgriechisch Βοίσκος) war ein griechischer Bildhauer, der im 5. Jahrhundert v. Chr. tätig war.
Boiskos ist nur von der Nachricht Tatians bekannt, nach der er eine Statue der Lyrikerin Myrtis geschaffen hat. Es wird angenommen, dass er wie Myrtis aus Boiotien stammt, möglicherweise aus Theben. Es wurde verschiedentlich versucht, Boiskos mit anderen Künstlern zu identifizieren, diese Versuche erfolgten jedoch ohne Grundlage.
Heinrich Brunn schrieb dazu:

„Unter den Statuen griechischer Dichterinnen führt Tatian […] die der Myrtis als Werk des Boïskos an. Myrtis war aus Anthedon in Boeotien […], so dass, ihr Bild zu machen, vorzüglich einem boeotischen Künstler ziemte. Diese Vermuthung würde freilich beseitigt werden, sofern wir nach dem Vorschlage Gesner’s an die Stelle des
Boïskos den bekannteren Namen des Boethos setzten. Doch scheint dazu keine genügende Nöthigung vorhanden“